# Classe India
La classe India, nome in codice NATO della classe di sottomarini sovietici Progetto 940 Lenok, era costituita da due battelli, realizzati per dare un minimo di possibilità di salvataggio in acque profonde ai sommergibili incidentati nei numerosi disastri che hanno afflitto la flotta sovietica. 

## Tecnica
Questi sottomarini avevano dimensioni molto grandi, tra le maggiori dei sommergibili del tipo diesel-elettrico, anche se sarebbe stato molto più indicato fornirli di un motore nucleare per la elevata velocità media ottenibile in tal caso (al di là di quella massima, che potrebbe anche non essere molto alta). Questi sottomarini erano molto moderni in termini di progetto costruttivo, in quanto la loro forma, molto allungata e armoniosa, era dotata di caratteristiche differenti da quelle dei normali diesel-elettrici sovietici. Gli ‘India’ sono stati pensati per le elevate andature in superficie, in quanto in tal modo è possibile ridurre i tempi di trasferimento nei luoghi dei sottomarini incidentati. La forma della prua dello scafo era indicata anche per il movimento tra i ghiacci, con la possibilità di aumentarne la resistenza con apposite strutture protettive, ma soprattutto, a differenza della normale prassi per i sommergibili sovietici, essi ebbero i timoni sistemati sulla vela, che anche per questo era alta e slanciata. Questo venne fatto per aumentare la manovrabilità quando immersi. Ogni battello era equipaggiato con due minisommergibili da soccorso (DSRV).

## I DSRV
I minisommergibili utilizzati appartenevano alla classe Poseidon. In tutto ne furono costruiti cinque, di cui uno sperimentale e quattro utilizzati operativamente a bordo dei sommergibili classe India. Questi piccoli battelli erano in grado di effettuare l'evacuazione dell'equipaggio da sottomarini in difficoltà. La profondità massima operativa prevista dalle procedure della Marina Sovietica era di 120 metri, ma probabilmente erano in grado di superare i 1.000 metri. L'equipaggio era composto da tre uomini e potevano trasportare fino a 24 passeggeri.

## Il servizio
La loro missione era il salvataggio, che veniva effettuato grazie ai due DSRV. Visto che questi erano sistemati dietro la vela, in una struttura semiconforme che li inglobava per circa la metà nello scafo non resistente, facevano ricordare l'aspetto degli SSBN (Sottomarini lanciamissili balistici nucleari), in quanto anche questi hanno il comparto di carico (per una più minacciosa batteria missilistica) sul centro dello scafo e dietro la torretta. 

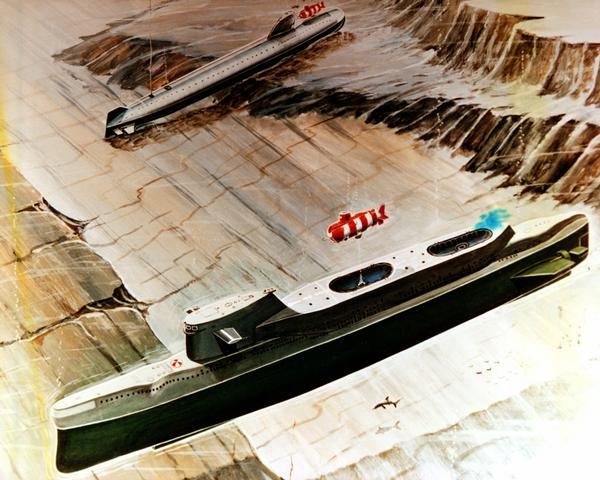
Raffigurazione del funzionamento dei classe India.

Se impiegati in guerra, gli India avrebbero forse avuto (come probabilmente anche in tempo di pace, in certe occasioni) compiti di infiltrazioni e missioni speciali di sabotaggio, sebbene il loro ridotto numero e l'importanza del loro compito (almeno in termini di ‘sostegno psicologico’, perché la maggior parte dei sottomarini inabissati in missioni oceaniche non consente scampo agli equipaggi che non li abbiano abbandonati con i loro mezzi) lo rendesse assai improbabile.
Una loro sostituzione era programmata, ma non pare sia mai avvenuta. Una trasformazione di sottomarini nucleari di vecchio tipo, possibilmente SSBN con i missili sostituiti dai minisommergibili, avrebbe brillantemente risolto le difficoltà di movimento ‘tra i ghiacci’, senza bisogno di rinforzi alla prua, semplicemente navigandovi al di sotto. Gli ‘India’, durante il loro lungo servizio nella flotta sovietica, non sembra abbiano mai avuto incidenti di rilievo.

## Unità costruite
La classe India comprendeva 2 sommergibili diesel-elettrici, equipaggiati per missioni di soccorso con minisottomarini per profondità fino a 1000 metri. Queste navi erano già radiate al tempo della perdita del K-141 Kursk. Esse erano comunque le uniche pensate per le missioni di soccorso.
I due battelli, il BS-486 Komsomolets Uzbekistana ed il BS-203, entrarono in servizio nella metà degli anni settanta. Posti in riserva nel 1990, sono stati entrambi demoliti pochi anni dopo.